# موریس (لوئیزیانا)
مریس (به انگلیسی: Maurice) شهری در ایالت لوئیزیانا کشور ایالات متحده آمریکا است که جمعیت آن در سرشماری سال ۲۰۱۰ میلادی، ۹۶۴ نفر بوده‌است.